# Systaria bohorokensis
Systaria bohorokensis är en spindelart som beskrevs av Christa L. Deeleman-Reinhold 200. Systaria bohorokensis ingår i släktet Systaria och familjen sporrspindlar. Inga underarter finns listade i Catalogue of Life.